# Pleurodeles
Pleurodeles là một chi động vật lưỡng cư trong họ Salamandridae, thuộc bộ Caudata. Chi này có 3 loài và 67% bị đe dọa hoặc tuyệt chủng.

## Hình ảnh

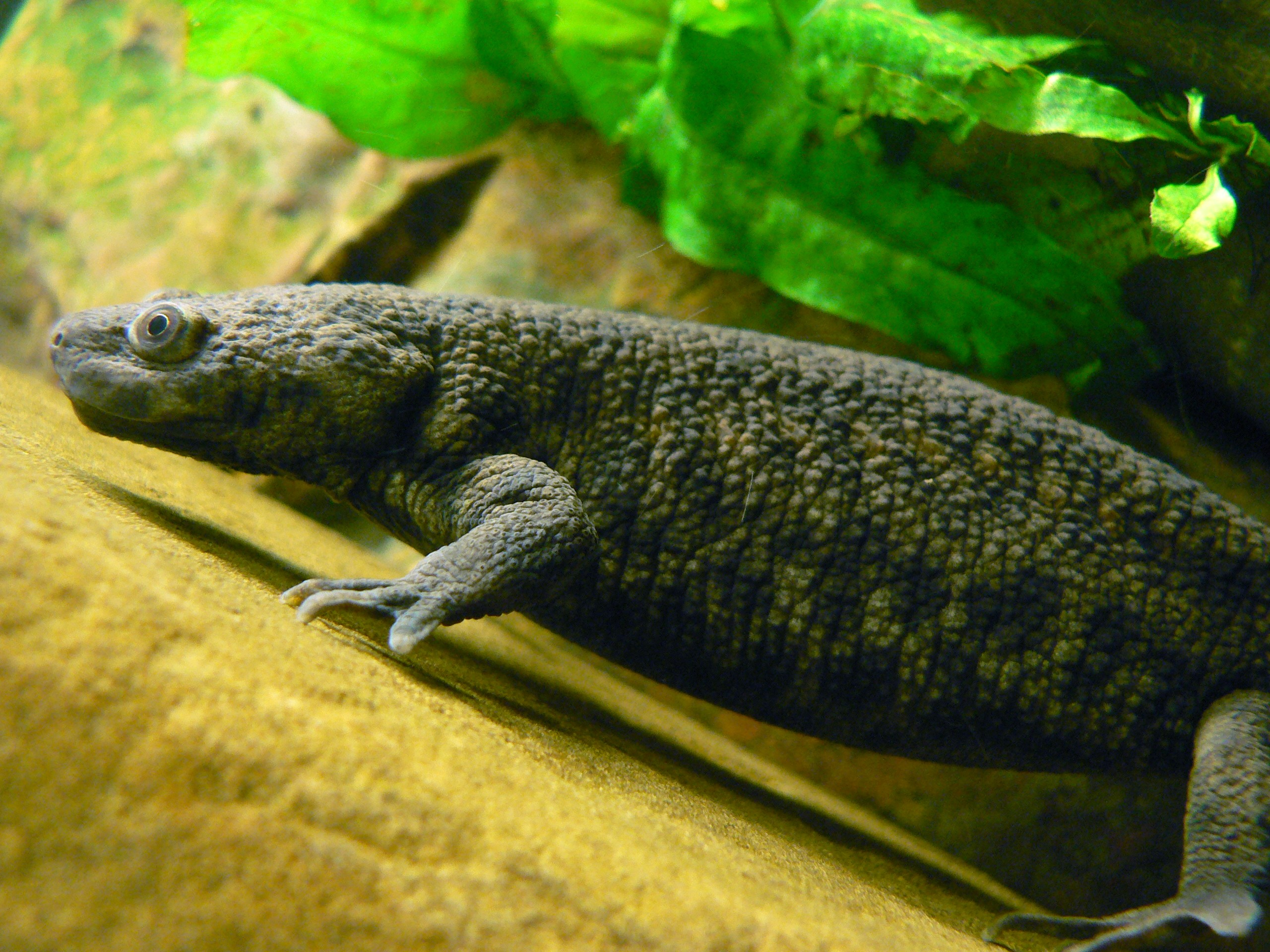
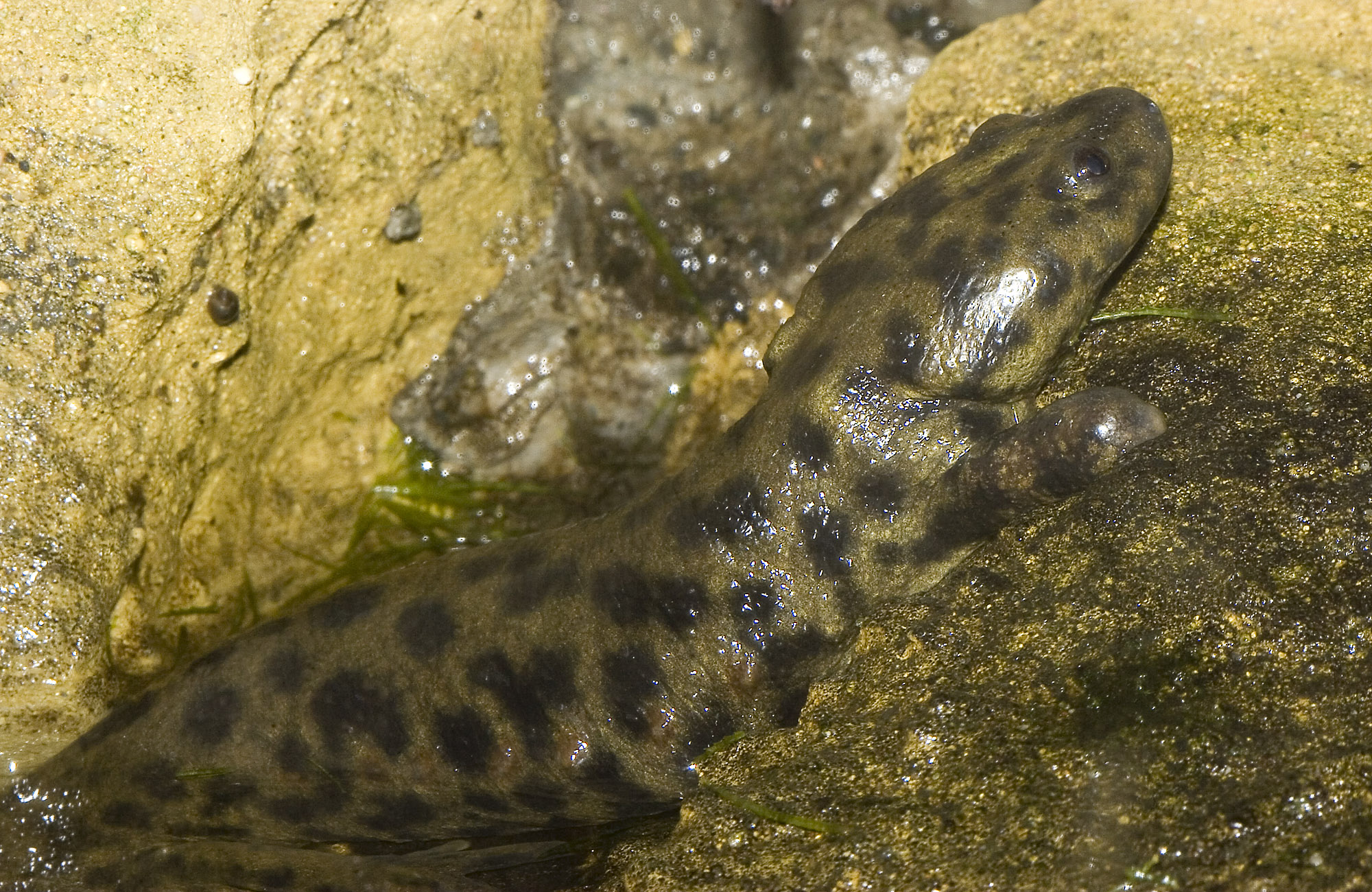
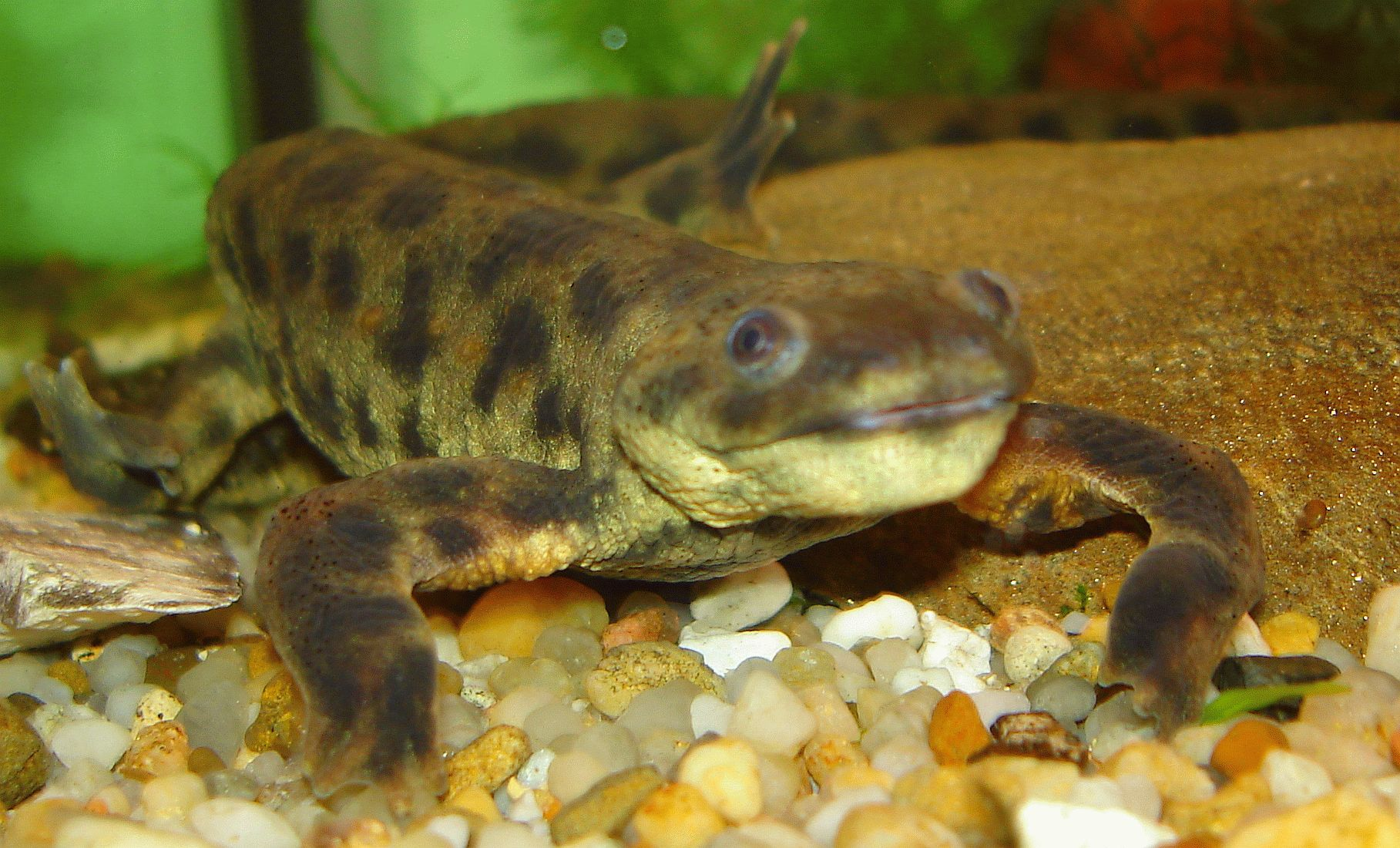
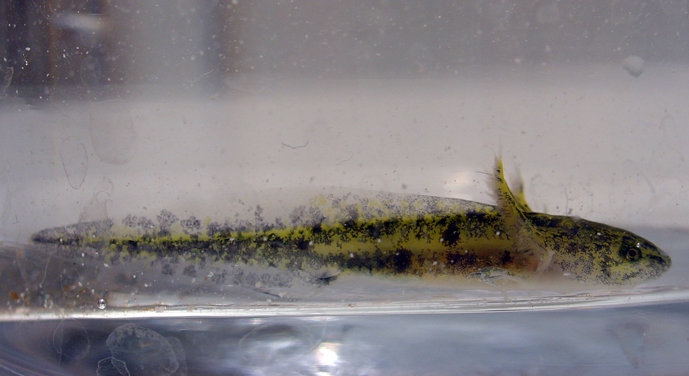

## Các loài
- Pleurodeles nebulosus
- Pleurodeles poireti
- Pleurodeles waltl